# Keith Andrews (futbolista)
Keith Joseph Andrews (Dublín, 13 de septiembre de 1980) es un exfutbolista y entrenador de fútbol irlandés que jugaba como centrocampista. Desde la temporada 2025-26 dirige al Brentford F. C. de la Premier League.

## Trayectoria

### Como jugador

#### Inicios
Comenzó su carrera en el Wolverhampton Wanderers, progresando desde la cantera hasta el primer equipo, con el que debutó como futbolista profesional en marzo de 2000. Continuó su progresión con el club de Primera División en la temporada 2000-01, convirtiéndose en un jugador titular cuando Dave Jones tomó las riendas a mediados de la temporada. Sin embargo, fue cedido al Oxford United, donde marcó un gol contra el Swansea City.
Para ganar minutos de juego, pasó la mitad de la temporada 2003-04 cedido en el Stoke City y la segunda mitad en el Walsall F. C. Sin embargo, regresó al Molineux entremedias para disputar su único partido de la Premier League con los Wolves (contra el Newcastle United).

#### Hull City y Milton Keynes Dons
Luego de que finalizara su contrato en Wolverhampton, fichó para el Hull City de cara a la temporada 2005-06. No obstante, se lesionó en apenas su segunda aparición con el equipo. Regresó a lo largo de la temporada y participó en otros 25 partidos.
Después de un sola temporada, se trasladó al Milton Keynes Dons de la League Two para la campaña 2006-07. El 19 de abril de 2008, el equipo ascendió a la League One y también marcó el primer gol de la victoria por 2-0 sobre Grimsby Town con un penalti en el EFL Trophy en Wembley.

#### Blackburn Rovers
El 3 de septiembre de 2008, fue fichado por el Blackburn Rovers y firmó un contrato por tres años. Debido a las lesiones sufridas por los titulares del primer equipo, jugó con frecuencia con el primer equipo, ocupando un puesto de mediocampista central defensivo. En julio de 2009, firmó un nuevo contrato de cuatro años, que lo mantuvo hasta 2013.

#### West Bromwich Albion
Luego de jugar seis meses en el Ipswich Town, fue transferido al West Bromwich Albion durante el último día de transferencias del mercado invernal en enero de 2012. Sin embargo, al término de la temporada se convirtió en un jugador libre.

#### Últimos años
El 29 de junio de 2012, fue fichado por el Bolton Wanderers con un contrato por tres temporadas. No obstante, tras un primer año en el que disputó 29 encuentros, en agosto de 2013 fue cedido por una temporada al Brighton & Hove Albion.
El 24 de julio de 2014, fue enviado a préstamo al Watford F. C. por un temporada. El 2 de febrero de 2015, día límite de transferencias, se reincorporó a Milton Keynes Dons en calidad de cedido por el resto de la campaña. El 4 de agosto se retiró del fútbol profesional para asumir como asistente técnico del primer equipo.

#### Selección nacional
Hizo su debut internacional completo con selección de Irlanda el 19 de noviembre de 2008, entrando como suplente en el segundo tiempo y marcando un gol en el partido amistoso contra Polonia en una derrota por 3-2. Acudió a la Eurocopa 2012, torneo en el que Irlanda quedó eliminada en la fase de grupos después de perder los dos primeros partidos.

### Como entrenador
En agosto de 2015 anunció su retirada y pasó a ser asistente técnico del Milton Keynes Dons F. C. Posteriormente ejerció el mismo rol tanto en la selección de Irlanda entre 2020 y 2023 como en el Sheffield United F. C. desde diciembre de 2023 hasta julio de 2024, cuando fichó por el Brentford F. C. para ser el entrenador de las jugadas a balón parado.

#### Brentford
El 27 de junio de 2025 fue anunciado como entrenador del Brentford F. C. en reemplazo de Thomas Frank.

## Clubes

### Como jugador
| Club                                  | País       | Año       |
| ------------------------------------- | ---------- | --------- |
| Wolverhampton Wanderers F. C.         | Inglaterra | 1999-2005 |
| Oxford United F. C. (cedido)          | Inglaterra | 2000      |
| Stoke City F. C. (cedido)             | Inglaterra | 2003      |
| Walsall F. C. (cedido)                | Inglaterra | 2004      |
| Hull City A. F. C.                    | Inglaterra | 2005-2006 |
| Milton Keynes Dons F. C.              | Inglaterra | 2006-2008 |
| Blackburn Rovers F. C.                | Inglaterra | 2008-2012 |
| Ipswich Town F. C. (cedido)           | Inglaterra | 2011      |
| West Bromwich Albion F. C.            | Inglaterra | 2012      |
| Bolton Wanderers F. C.                | Inglaterra | 2012-2015 |
| Brighton & Hove Albion F. C. (cedido) | Inglaterra | 2013-2014 |
| Watford F. C. (cedido)                | Inglaterra | 2014-2015 |
| Milton Keynes Dons F. C. (cedido)     | Inglaterra | 2015      |

### Como entrenador
| Equipo                     | Div.  | Temporada | Liga | Liga | Liga | Liga | Liga |    | Copa | Copa | Copa | Copa |   | Internacional | Internacional | Internacional | Internacional | Internacional |   | Otros | Otros | Otros | Otros |   | Totales     | Totales | Totales | Totales | Totales | Totales | Totales | Totales |
| Equipo                     | Div.  | Temporada | PD   | G    | E    | P    | Pos. | PD | G    | E    | P    | PD   | G | E             | P             | Pos.          | PD            | G             | E | P     | PD    | G     | E     | P | Rendimiento | GF      | GC      | Dif.    |         |         |         |         |
| -------------------------- | ----- | --------- | ---- | ---- | ---- | ---- | ---- | -- | ---- | ---- | ---- | ---- | - | ------------- | ------------- | ------------- | ------------- | ------------- | - | ----- | ----- | ----- | ----- | - | ----------- | ------- | ------- | ------- | ------- | ------- | ------- | ------- |
| Brentford F. C. Inglaterra | 1.ª   | 2025-26   | 1    | 0    | 0    | 1    | -    | 0  | 0    | 0    | 0    | -    | - | -             | -             | -             | -             | -             | - | -     | 1     | 0     | 0     | 1 | 0%          | 1       | 3       | -2      |         |         |         |         |
| Brentford F. C. Inglaterra | Total | Total     | 1    | 0    | 0    | 1    | -    | 0  | 0    | 0    | 0    | -    | - | -             | -             | -             | -             | -             | - | -     | 1     | 0     | 0     | 1 | 0%          | 1       | 3       | -2      |         |         |         |         |
| 1.                         |       |           |      |      |      |      |      |    |      |      |      |      |   |               |               |               |               |               |   |       |       |       |       |   |             |         |         |         |         |         |         |         |

#### Resumen por competiciones
| Competición    | Partidos | Ganados | Empatados | Perdidos | %  | Resultado   |
| -------------- | -------- | ------- | --------- | -------- | -- | ----------- |
| Premier League | 1        | 0       | 0         | 1        | 0% | En disputa  |
| FA Cup         | 0        | 0       | 0         | 0        | 0% | En disputa  |
| EFL Cup        | 0        | 0       | 0         | 0        | 0% | En disputa  |
| Total          | 1        | 0       | 0         | 1        | 0% | Sin títulos |